# Emma Mackey
Emma Margaret Marie Tachard-Mackey (* 4. ledna 1996 Le Mans) je francouzsko-britská herečka. Proslavila se rolí teenagerky Maeve Wileyové v komediálně-dramatickém seriálu Sexuální výchova (2019–2023), za níž obdržela nominaci na Televizní cenu Britské akademie. Účinkovala také v mysteriózním filmu Smrt na Nilu (2022) a dramatickém filmu Emily (2022). V roce 2023 obdržela cenu BAFTA pro nejlepší vycházející hvězdu.

## Životopis
Narodila se ve francouzském městě Le Mans do rodiny francouzského otce a britské matky. Její otec Philippe pracuje jako ředitel školy a její matka Rachel je dobrovolnicí pro charitu. Mackey vyrostla v Sablé-sur-Sarthe a v roce 2013 maturovala. Ve svých sedmnácti letech se přestěhovala do Spojeného království a později začala studovat na University of Leeds.
Mackey byla obsazena do své první velké role v komediálně-dramatickém seriálu společnosti Netflix Sexuální výchova, kde ztvárnila roli Maeve Wileyové, inteligentní a vtipné dívky, která přesvědčí spolužáka Otise Milburna (Asa Butterfield), aby založil sexuální poradnu pro studenty. Za svůj herecký výkon získala uznání kritiků a nominaci na cenu BAFTA.

## Filmografie

### Film
| Rok  | Název        | Role                    | Poznámky    |
| ---- | ------------ | ----------------------- | ----------- |
| 2019 | Tic          | Jess                    | krátký film |
| 2021 | Eiffel       | Adrienne Bourgès        |             |
| 2022 | Smrt na Nilu | Jacqueline de Bellefort |             |
| 2022 | Emily        | Emily Brontëová         |             |
| 2023 | Barbie       | fyzička Barbie          |             |
| 2025 | Hot Milk     | Sofia Papastergiadis    |             |

### Televize
| Rok       | Název            | Role        | Poznámky             |
| --------- | ---------------- | ----------- | -------------------- |
| 2019–2023 | Sexuální výchova | Maeve Wiley | hlavní role, 32 dílů |
| 2020      | The Winter Lake  | Holly       | TV film              |